# Allianz Arena
L'Allianz Arena és un estadi de futbol situat al barri de Fröttmaning, al nord de Múnic, a l'estat federat de Baviera, Alemanya. Els equips de futbol que hi juguen com a local són l'FC Bayern de Múnic i el TSV 1860 München, que anteriorment ho feien a l'Estadi Olímpic de Múnic.
Va ser una de les subseus de la Copa Mundial de Futbol de 2006 celebrada a Alemanya. Per a aquest esdeveniment, l'estadi va dur temporalment el nom d'Estadi de la Copa Mundial de la FIFA de Múnic, per raons estipulades en el reglament de la FIFA. Per raons similars, també duu el nom de Fußball Arena en els campionats organitzats per la UEFA, com la Lliga de Campions. Malgrat aquests canvis, el nom oficial és Allianz Arena.
L'Allianz Arena és conegut popularment amb el malnom de Schlauchboot (en català: vaixell inflable) per la seva forma.

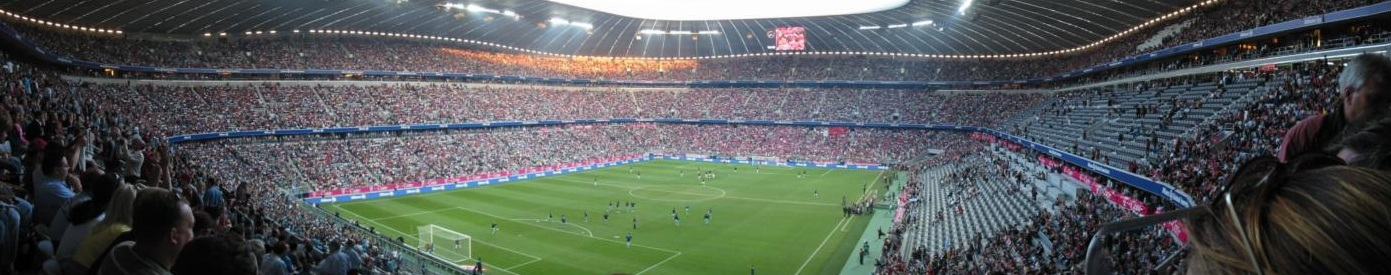
Imatge panoràmica de l'interior del camp.